# ستو جونسون
ستو جونسون (بالإنجليزية: Stew Johnson)‏ مواليد 19 أغسطس 1944 في نيويورك، هو لاعب كرة سلة أمريكي معتزل بدأ مسيرته الاحترافية في سنة 1967. تم اختياره من قبل فريق نيويورك نيكس خلال الدرافت. يبلغ طوله 6 قدم 8 بوصة (2.0 م). اعتزل اللعب في 1976.

## المسيرة الاحترافية
لعب مع بروكلين نتس من سنة 1967 إلى 1969، ثم لعب مع سان أنطونيو سبرز في موسم 1975–76 ، ثم لعب مع ناتدبيرنوفيلاغ ريكيافيكور من سنة 1981 إلى 1983.

## روابط خارجية
- ستو جونسون على موقع سبورتس رفرنس (الإنجليزية)
- ستو جونسون على موقع كلية كرة السلة في سبورتس رفرنس.كوم (الإنجليزية)
- ستو جونسون على موقع ريلجم (الإنجليزية)
- ستو جونسون على موقع بروبوليرز (الإنجليزية)